# 트럭스턴급 구축함

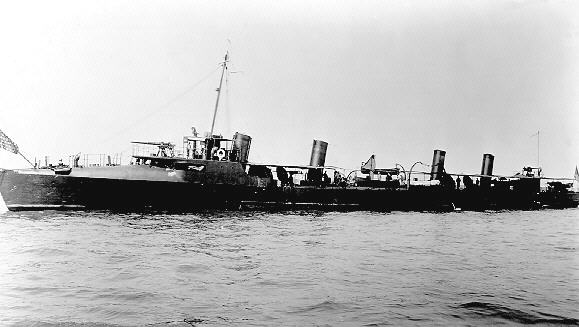
트럭스턴급 구축함

트럭스턴급 구축함(Truxtun-class destroyer) 3척이 미국 해군을 위해 건조되었다. 1899년 회계 연도 프로그램을 위해 1898년 5월 4일 의회에서 승인된 원래 구축함 16척 중 일부로 1902년에 취역했다. 이 구축함은 6파운드(57mm) 함포 6문을 탑재한 점을 제외하면 당시의 베인브리지급 구축함과 매우 유사했다. 이 구축함은 최초의 미 해군 구축함 16척 중 가장 성공적인 것으로 간주되었으며 더 큰 스미스급 구축함이 그 뒤를 이었다.
트럭스턴급은 제1차 세계 대전 동안 호송대를 호위했다. 모두 1919년에 퇴역했으며 1920년에 상선으로 전환되었다.

## 같이 보기
- 베인브리지급 구축함

## 관련 문헌
- Bauer, K. Jack; Roberts, Stephen S. (1991). 《Register of Ships of the U.S. Navy, 1775–1990: Major Combatants》. Westport, Connecticut: Greenwood Press. 168–169쪽. ISBN 0-313-26202-0.
- Friedman, Norman (2004). 《US Destroyers: An Illustrated Design History》 Revis판. Annapolis: Naval Institute Press. ISBN 1-55750-442-3.
- Gardiner, Robert; Chesneau, Roger (1979). 《Conway's All the World's Fighting Ships 1860–1905》. New York: Mayflower Books. ISBN 0-8317-0302-4.
- Silverstone, Paul H. (1970). 《U.S. Warships of World War I》. London: Ian Allan. ISBN 0-71100-095-6.